# Alajärvi (sjö i Finland, Lappland, lat 66,22, long 26,52)
Alajärvi är en sjö i Finland. Den ligger i kommunen Rovaniemi i landskapet Lappland, i den norra delen av landet, 700 km norr om huvudstaden Helsingfors. Alajärvi ligger 176,5 meter över havet. Arean är 1,07 kvadratkilometer och strandlinjen är 5,26 kilometer lång. Sjön  ingår i Simo älvs huvudavrinningsområde. 